# Torben Oxe
Torben Oxe, född efter  1487 död 11 november 1517, var en dansk adelsman i släkten Oxe. Han var farbror till Peder Oxe.

## Biografi
Torben Oxe gjorde sig känd som en våldsam godsrövare. 1511 tvingade han till exempel Axel Tott att avstå gods, vilket dock upphävdes genom rättartingsdom. Torben Oxe tillhörde Kristian II:s hovfolk och blev länsman i Köpenhamns slott och län. År 1517 anklagades han av kungen och blev efter frikännande av riksrådet dömd till döden av en bondedomstol. Hans brott var enligt en senare utbildad tradition, att han stått efter Kristian II:s älskarinna Dyveke Sigbritsdatter gunst eller att han förgiftat henne. Enligt nyare forskning fälldes dödsdomen över Torben Oxe på grund av ej närmare kända ekonomiska transaktioner, där han skulle ha visat oärlighet; om domen fällt med rätta, kan ej avgöras.